# Eoraptor
 Eoraptor  („Jäger der Morgenröte“) ist eine Gattung sehr ursprünglicher Dinosaurier aus der frühen Obertrias (Carnium) Südamerikas. 
Seine Fossilien wurden 1991 von einer amerikanisch-argentinischen Forschergruppe in den Gesteinen der Ischigualasto-Formation in Argentinien entdeckt. Er ist einer der ältesten bekannten Dinosaurier, worauf auch sein Name anspielt, und daher für das Verständnis der frühen Evolution dieser Lebewesen von Bedeutung. Einzige bekannte Art ist Eoraptor lunensis. Das Art-Epitheton bezieht sich auf den Fundort des ersten Skeletts im „Valle de la Luna“ (Mondtal) im Naturreservat Ischigualasto.

## Merkmale

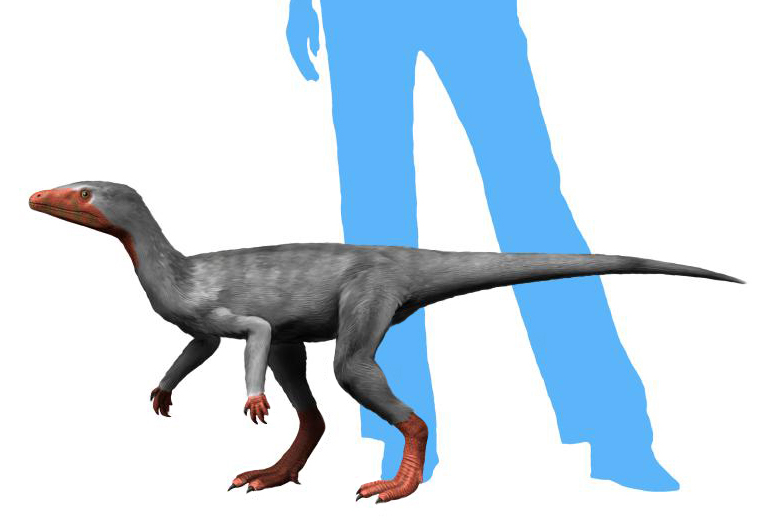
Lebendrekonstruktion

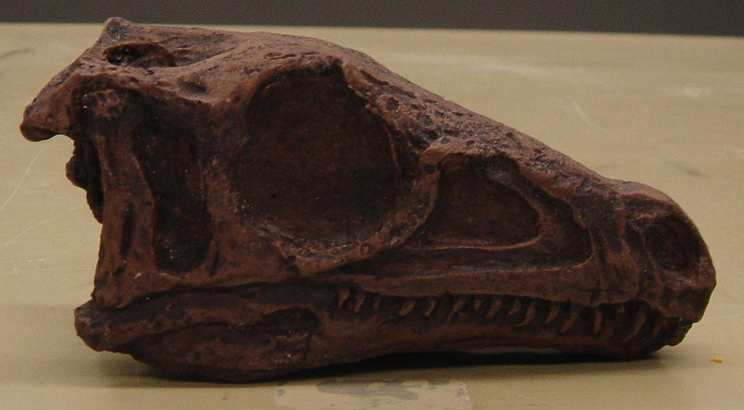
Schädelabguss

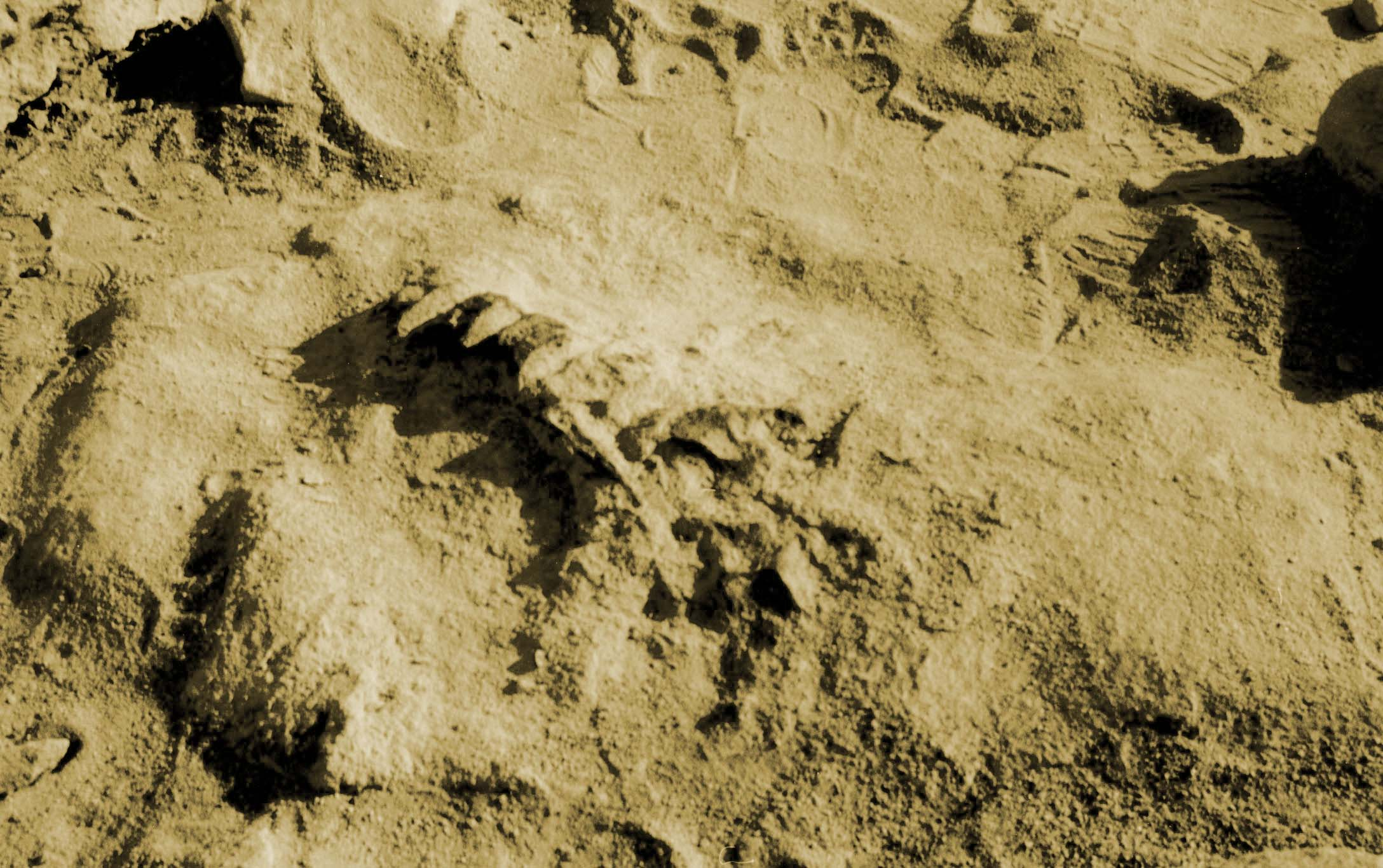
Wirbelsäule und Vordergliedmaßen von Eoraptor in situ im Valle de la Luna

Eoraptor wurde nicht länger als einen Meter und hätte einem Menschen bis zum Knie gereicht. Sein Schädel war nur 12 Zentimeter lang. Sein Kiefer war mit Zähnen besetzt, die sowohl für die Zerkleinerung von tierischer als auch pflanzlicher Nahrung geeignet waren.
Aus seinen Fossilien konnten die Wissenschaftler viele Informationen über die frühe Evolution der Dinosaurier gewinnen. In vielerlei Hinsicht ähnelte er noch primitiven, zweibeinigen Reptilien wie Lagosuchus, doch die veränderte Struktur der Beine und die Art ihrer Verbindung mit dem Becken zeigen eindeutig, dass er bereits ein Dinosaurier war.
Auch wenn gesichert ist, dass Eoraptor ein Dinosaurier war, ist doch die Einordnung in die bestehende Systematik problematisch, denn Eoraptor steht dem Ursprung der Dinosaurier nahe, als ihre Diversifizierung in die verschiedenen Großgruppen erst begann. So ähnelte er in seinem Körperbau späteren Theropoden und weist Klauen und Knochenbau von Fleischfressern auf. Aber in seinem Kiefer saßen neben Zähnen mit Sägekanten, wie sie für fleischfressende Theropoden charakteristisch sind, auch solche, die denen der Prosauropoden ähnelten, die sich von Pflanzen ernährten. Auch fehlte Eoraptor noch das Intramandibulargelenk im Unterkiefer (Mandibula), welches bei späteren Theropoden dazu diente, größere Beute besser festhalten zu können. Dank des Fundes von Eoraptor gilt als gesichert, dass die Dinosaurier sich aus kleinen, zweibeinigen Reptilien entwickelt haben. Sein Fundort Argentinien, in welchem auch viele andere sehr alte Dinosaurier gefunden wurden, ist ein Indiz dafür, dass der Ursprung der Dinosaurier in Südamerika liegen könnte.

## Systematik
Die systematische Einordnung innerhalb der Dinosaurier ist umstritten. Obwohl Eoraptor traditionell für einen ursprünglichen Theropoden gehalten wurde (z. B. Sereno und Kollegen, 1993; Currie, 1995), vermuten verschiedene andere Studien, dass er außerhalb der Theropoden als ursprünglicher Vertreter der Saurischia eingeordnet werden muss. Martinez und Kollegen (2011) kommen hingegen zu dem Ergebnis, dass es sich bei Eoraptor um einen ursprünglichen Vertreter der Sauropodomorpha (Sauropodenverwandten) handelte.